# Remo
Remo er en amerikansk producent af trommeskind, trommesæt, slagtøj og banjoer grundlagt af Remo Belli i 1957. Firmaet er kendt for dets succesfulde WEATHERKING serie, som nu ses hos orkestre, på percussion og trommesæt. Ud over trommeskind producerer Remo også trommesæt og etnisk slagtøj.